# Сражение при Фрайберге
Сражение при Фрайберге 29 октября 1762 года явилось одновременно первым сражением брата Фридриха, принца Генриха Прусского, в роли командующего и последним сражением Семилетней войны. Победа 22 657 пруссаков принца над 31 000 солдат Имперской армии во главе с Андрашом Хадиком окончательно отдала под власть Пруссии большую часть Саксонии, что было использовано Фридрихом как козырная карта в начавшихся вскоре переговорах о мире.

## Накануне сражения
В 1762 году усталость от войны ощущается повсеместно, ожидая скорого начала мирных переговоров, Фридрих стремится закрепить за собой значительную часть Саксонии, с тем, чтобы иметь средство давления на противную сторону. Командующим прусскими силами в Саксонии, не превышающими 30 тыс. человек, является его брат Генрих, также талантливый военачальник, по характеру- более осмотрительный и осторожный человек, чем Фридрих. Силы австрийцев и Имперской армии в Саксонии составляют приблизительно 60 тысяч человек. Поначалу Генриху удаётся успешно противостоять им, но, после поражения Зейдлица под Теплицем 2 августа 1762 года, он оказывается в стеснённом положении, под угрозой потери значительных саксонских территорий. Последнего Фридрих допустить не хочет и не может. Уступая давлению, Генрих решается дать свою первую и последнюю битву в качестве командующего.

## Ход сражения
Имперская армия располагалось полукругом на западной окраине Фрайберга, фронтом к северо-востоку, на правом фланге- австрийские части. С севера позиция была защищена долиной Мульде, перед центром и левым флангом находился густой, труднопроходимый лес. Сама местность была сильно пересечённой, заросшей кустарником, с многочисленными водоёмами. Союзники располагали 45 батальонами пехоты, 74 эскадронами кавалерии, всего 31 тысяча человек и 46 орудиями. Ожидался и поход подкрепления- корпуса принца Альберта Саксонского.
Генрих имел под началом по спискам 15 636 человек пехоты и 7021 человек кавалерии, всего 22 657 человек. Особенности местности вынудили его разделить свои силы на четыре группы, каждая из которых была составлена из всех трёх родов войск, имела особое задание в рамках общего плана и действовала, выполняя задание, самостоятельно, в отрыве от других групп. Т.о. диспозиция сражения представляла собой дальнейший отход от линейной тактики, господствовавшей в войнах Нового времени, правда, отход, обусловленный особенностями местности. Слаженными действиями четырёх атакующих групп, в которых можно угадать прообраз будущих дивизий, против обоих флангов противника удалось создать такой сильный нажим, что сопротивление, поначалу ожесточённое, очень скоро выдохлось, всё сражение не продлилось и трёх часов, как деморализованный противник, в полном беспорядке начал отступление через реку Мульде. Одним из решающих моментов сражения стала атака прусской пехоты на левый фланг Имперских войск, возглавленная кавалерийским генералом Зейдлицем. Зейдлиц был направлен брату Фридрихом в качестве опытного советника.

## Итоги сражения
Неутомимым преследованием разбитого противника Генрих сумел извлечь все преимущества из своей победы, положение пруссаков в Саксонии стабилизировалось, большая часть Саксонии, поскольку у австрийцев не осталось ни сил, ни надежды изменить положение, прочно отошла им. Ожидания Фридриха, на сей раз, полностью осуществились: уже в декабре 1762 года начинаются мирные переговоры, закончившиеся в феврале следующего года подписанием Губертусбургского мирного договора. В обмен на согласие уйти из Саксонии, что он сделал после того, как произвёл там рекрутский набор и выкачал из саксонцев последние деньги, Фридрих выторговывает у австрийцев графство Глац (ныне город Клодзко в Нижнесилезском воеводстве Польши).